# Barent Fabritius
Barent Fabritius /Barent Pietersz Fabritius/ (Middenbeemster, Észak-Hollandia, 1624. november 16. — Amszterdam, 1673. október 20.) holland festő a holland aranykorban, Rembrandt követője. Ismert családi képét, amelyet 1656-ban festett, az amszterdami Rijksmuseum őrzi.

## Életpályája
Festőcsaládban született, atyja (Pieter Carelsz. Gen. Fabritius) és fivérei (Carel Fabritius és Johannes Fabritius) is festők voltak. Barent 1643-ban követte testvérét Amszterdamba, hogy ő is Rembrandnál tanuljon, aztán hamarosan Middenbeemsterbe ment. 1647-ben ismét Amszterdamba ment, ahol 1650-től önálló festő lett. 1652-ben Middenbeemsterben megnősült, házasságából 6 gyermek született.
Fő alkotási helyei Middenbeemster, Leiden és Amszterdam voltak. Leidenben jó kapcsolatot alakított ki a városi építésszel, akinek révén hároméves szerződéshez (1657) jutott a helyi evangélikus templom díszítése, stb. céljából. 1658-ban lett tagja a Szent Lukács céhnek. Vallási témájú képeket, expresszív arcképeket és életképeket festett. Festményei gazdag koloritjukkal tűntek ki.